# Quasi-satellite

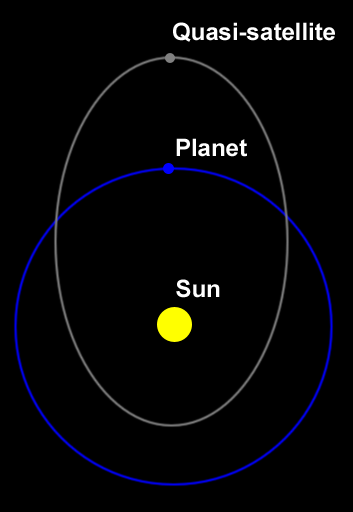
Diagramma schematico dell'orbita di un generico quasi-satellite.

Un quasi-satellite è un corpo celeste analogo ad un pianeta o ad un satellite, la cui orbita comprende tuttavia sia il suo pianeta che la rispettiva stella.
Un quasi satellite è in risonanza orbitale 1:1 con il suo pianeta, e rimane nelle sue vicinanze per periodi di tempo prolungati, ma variabili. Infatti al contrario dei veri satelliti, le orbite dei quasi satelliti si trovano al di fuori della sfera di Hill e sono pertanto instabili. Nel tempo esse tendono ad evolvere in altre forme di risonanza, che li possono portare al di fuori delle vicinanze del pianeta, ma potendo anche poi farci ritorno.
L'orbita di un quasi-satellite attorno al Sole impiega esattamente lo stesso tempo di quella del suo pianeta, ma di solito ha una maggiore eccentricità. Visto dalla prospettiva del pianeta, il quasi-satellite apparirà percorrere un anello oblungo attorno ad esso con moto retrogrado, anche se tecnicamente non vi orbita attorno.
Altri tipi di orbite in risonanza 1:1 includono le orbite a ferro di cavallo intorno ai punti di Lagrange, ma gli oggetti in queste situazioni non rimangono per lungo tempo in vicinanza della longitudine del pianeta. Gli oggetti in questo tipo di orbite possono trasferirsi periodicamente per brevi periodi in orbite di quasi satellite e venire pertanto confusi con essi. Un esempio è 2002 AA29.

## Quasi-satelliti conosciuti
Terra

La Terra e il suo quasi-satellite Cruithne.

Tra i quasi-satelliti finora noti della nostra Terra vi sono: 3753 Cruithne, 2002 AA29, 2003 YN107, 2004 GU9,, (419624) 2010 SO16 2014 OL339, 469219 Kamoʻoalewa, 2022 YG e 2023 FW13. I primi due rimangono in orbite quasi satellitari per periodi compresi tra decine e centinaia di anni.
Venere
Venere possiede il quasi-satellite 524522 Zoozve. Questo asteroide è anche geosecante e ermeosecante; si ritiene che si trovi in orbita attorno a Venere da almeno 7 000 anni, ma che sia destinato ad essere espulso da questa configurazione orbitale tra circa 500 anni.
Nettuno
Al febbraio 2013, si conosce un solo quasi-satellite di Nettuno: (309239) 2007 RW10, inizialmente scambiato per un troiano di Nettuno, ma poi confermato quasi-satellite dello stesso pianeta: rimarrà nell'attuale orbita per circa altri 12 500 anni.
Altri pianeti
In base alle simulazioni si ritiene che Urano e Nettuno potrebbero essere in grado di trattenere quasi-satelliti per periodi di tempo dell'ordine dell'età del nostro sistema solare (circa 4,5 miliardi di anni), mentre Giove per soli 10 milioni di anni e Saturno per 100 000 anni. Non si conoscono tuttavia quasi-satelliti degli altri pianeti.
Quasi-satelliti artificiali
Nel 1989 la sonda sovietica Phobos 2 fu immessa in orbita quasi-satellitare attorno a Phobos, il satellite naturale di Marte, ad una distanza media circa 100 km (allora l'orbita fu definita quasi-sincrona). La sonda avrebbe dovuto rimanere in questa configurazione per molti mesi, ma andò perduta a causa di malfunzionamenti del sistema di controllo a bordo.